# Le Luart
Le Luart est une commune française, située dans le département de la Sarthe en région Pays de la Loire, peuplée de 1 454 habitants. Elle est située sur un point élevé du canton de Tuffé.
La commune fait partie de la province historique du Maine, et se situe dans le Haut-Maine.

## Géographie
La commune appartient au Perche et dépend du canton de La Ferté-Bernard.
| Sceaux-sur-Huisne | Sceaux-sur-Huisne | Saint-Maixent, Bouër |
| Duneau            | du Luart          | Bouër                |
| Dollon            | Dollon            | Bouër, Lavaré        |

### Climat
Pour des articles plus généraux, voir Climat des Pays de la Loire et Climat de la Sarthe.
En 2010, le climat de la commune est de type climat océanique dégradé des plaines du Centre et du Nord, selon une étude du CNRS s'appuyant sur une série de données couvrant la période 1971-2000. En 2020, Météo-France publie une typologie des climats de la France métropolitaine dans laquelle la commune est exposée à un climat océanique altéré et est dans la région climatique  Moyenne vallée de la Loire, caractérisée par une bonne insolation (1 850 h/an) et un été peu pluvieux. 
Pour la période 1971-2000, la température annuelle moyenne est de 10,8 °C, avec une amplitude thermique annuelle de 14,6 °C. Le cumul annuel moyen de précipitations est de 715 mm, avec 11,5 jours de précipitations en janvier et 7,3 jours en juillet. Pour la période 1991-2020, la température moyenne annuelle observée sur la station météorologique installée sur la commune est de 12,0 °C et le cumul annuel moyen de précipitations est de 686,4 mm,. Pour l'avenir, les paramètres climatiques de la commune estimés pour 2050 selon différents scénarios d'émission de gaz à effet de serre sont consultables sur un site dédié publié par Météo-France en novembre 2022.
| Mois                                  | jan.           | fév.           | mars          | avril         | mai           | juin          | jui.          | août          | sep.          | oct.          | nov.          | déc.          | année      |
| ------------------------------------- | -------------- | -------------- | ------------- | ------------- | ------------- | ------------- | ------------- | ------------- | ------------- | ------------- | ------------- | ------------- | ---------- |
| Température minimale moyenne (°C)     | 2,3            | 2              | 3,5           | 5,6           | 8,9           | 12,2          | 13,6          | 12,8          | 10,6          | 8,7           | 5,4           | 2,6           | 7,3        |
| Température moyenne (°C)              | 5              | 5,5            | 8             | 11,2          | 14,3          | 17,8          | 19,7          | 18,9          | 16,4          | 12,9          | 8,5           | 5,5           | 12         |
| Température maximale moyenne (°C)     | 7,6            | 9              | 12,5          | 16,9          | 19,7          | 23,3          | 25,8          | 25            | 22,3          | 17,1          | 11,7          | 8,4           | 16,6       |
| Record de froid (°C) date du record   | −12,4 07.01.09 | −13,3 09.02.12 | −6,7 13.03.13 | −4,6 06.04.21 | −1,6 06.05.19 | 1 01.06.06    | 5 01.07.11    | 3,8 21.08.14  | 1,4 19.09.07  | −2,3 21.10.10 | −6,7 30.11.10 | −9,2 29.12.05 | −13,3 2012 |
| Record de chaleur (°C) date du record | 15,6 24.01.16  | 21,8 27.02.19  | 25,3 31.03.21 | 28,4 15.04.15 | 31,4 27.05.05 | 39,2 29.06.19 | 40,8 25.07.19 | 38,3 08.08.20 | 34,9 14.09.20 | 30 02.10.23   | 21,7 07.11.15 | 16,2 31.12.22 | 40,8 2019  |
| Précipitations (mm)                   | 58,9           | 49,8           | 57,4          | 44,1          | 64,1          | 66,1          | 52,1          | 48,3          | 39,4          | 65,1          | 66,4          | 74,7          | 686,4      |

## Urbanisme

### Typologie
Au 1er janvier 2024, Le Luart est catégorisée bourg rural, selon la nouvelle grille communale de densité à sept niveaux définie par l'Insee en 2022.
Elle est située hors unité urbaine. Par ailleurs la commune fait partie de l'aire d'attraction de La Ferté-Bernard, dont elle est une commune de la couronne,. Cette aire, qui regroupe 37 communes, est catégorisée dans les aires de moins de 50 000 habitants,.

### Occupation des sols
L'occupation des sols de la commune, telle qu'elle ressort de la base de données européenne d’occupation biophysique des sols Corine Land Cover (CLC), est marquée par l'importance des territoires agricoles (67,3 % en 2018), en diminution par rapport à 1990 (73,8 %). La répartition détaillée en 2018 est la suivante : 
terres arables (31,6 %), prairies (31 %), forêts (19,9 %), zones urbanisées (10,7 %), zones agricoles hétérogènes (4,7 %), espaces verts artificialisés, non agricoles (2,1 %). L'évolution de l’occupation des sols de la commune et de ses infrastructures peut être observée sur les différentes représentations cartographiques du territoire : la carte de Cassini (XVIIIe siècle), la carte d'état-major (1820-1866) et les cartes ou photos aériennes de l'IGN pour la période actuelle (1950 à aujourd'hui).

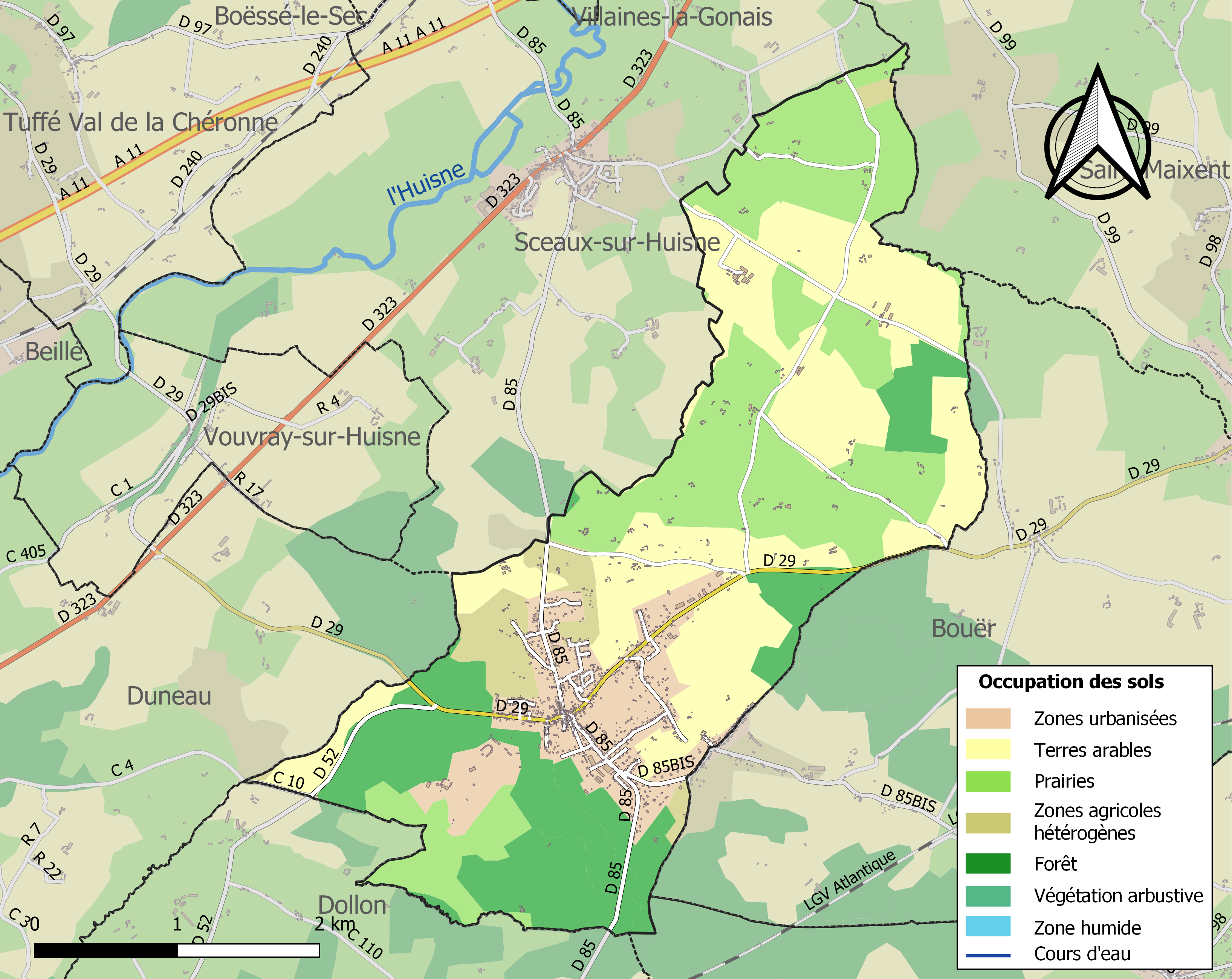
Carte des infrastructures et de l'occupation des sols de la commune en 2018 (CLC).

## Toponymie
Le nom de la localité est attesté sous la forme L'Estre du Luard en 1394. Il serait issu de l'ancien français lu — du latin lucus, « bois » — péjorativement suffixé en -ard.
Le gentilé est Luartais.

## Héraldique
| Blason de Le Luart | Blason  | D'azur aux trois rencontres de cerf d'or.       |
| Blason de Le Luart | Détails | Blason des anciens seigneurs, Le Gras du Luard. |

## Politique et administration
| Période                                  | Période   | Identité                 | Étiquette | Qualité                                                                                           |
| ---------------------------------------- | --------- | ------------------------ | --------- | ------------------------------------------------------------------------------------------------- |
| ?                                        | ?         | Marquis Georges du Luart |           | Secrétaire d'ambassade, propriétaire-exploitant Conseiller général du canton de Tuffé (1882-1904) |
| Les données manquantes sont à compléter. |           |                          |           |                                                                                                   |
| 1965                                     | mars 2001 | Marquis Roland du Luart  | UMP       | Sénateur de la Sarthe Président du Conseil général de la Sarthe                                   |
| mars 2001                                | mai 2020  | Marie-Thérèse Leroux     | DVD       | Assistante sociale, conseillère départementale (depuis 2015)                                      |
| mai 2020                                 | En cours  | Alain Cruchet            | SE        | Retraité                                                                                          |
| Les données manquantes sont à compléter. |           |                          |           |                                                                                                   |

Le sénateur Roland du Luart a été le maire de cette commune, comme six de ses ancêtres avant lui depuis la Révolution.
Le conseil municipal est composé de quinze membres dont le maire et quatre adjoints.

## Démographie
L'évolution du nombre d'habitants est connue à travers les recensements de la population effectués dans la commune depuis 1793. Pour les communes de moins de 10 000 habitants, une enquête de recensement portant sur toute la population est réalisée tous les cinq ans, les populations de référence des années intermédiaires étant quant à elles estimées par interpolation ou extrapolation. Pour la commune, le premier recensement exhaustif entrant dans le cadre du nouveau dispositif a été réalisé en 2007.
En 2022, la commune comptait 1 454 habitants, en évolution de +0,62 % par rapport à 2016 (Sarthe : −0,25 %, France hors Mayotte : +2,11 %).
Le Luart avait compté jusqu'à 1 093 habitants en 1856 puis la population était redescendu à 643 (1962). Le précédent maximum fut dépassé en 2006 (1 237 habitants).
| 1793 | 1800 | 1806 | 1821 | 1831  | 1836  | 1841  | 1846  | 1851  |
| ---- | ---- | ---- | ---- | ----- | ----- | ----- | ----- | ----- |
| 787  | 806  | 849  | 903  | 1 015 | 1 043 | 1 070 | 1 077 | 1 065 |

| 1856  | 1861  | 1866  | 1872  | 1876  | 1881 | 1886 | 1891 | 1896 |
| ----- | ----- | ----- | ----- | ----- | ---- | ---- | ---- | ---- |
| 1 093 | 1 090 | 1 083 | 1 061 | 1 061 | 919  | 901  | 890  | 910  |

| 1901 | 1906 | 1911 | 1921 | 1926 | 1931 | 1936 | 1946 | 1954 |
| ---- | ---- | ---- | ---- | ---- | ---- | ---- | ---- | ---- |
| 858  | 892  | 865  | 799  | 744  | 704  | 725  | 726  | 671  |

| 1962 | 1968 | 1975 | 1982 | 1990 | 1999 | 2006  | 2007  | 2012  |
| ---- | ---- | ---- | ---- | ---- | ---- | ----- | ----- | ----- |
| 643  | 687  | 792  | 914  | 952  | 995  | 1 237 | 1 271 | 1 445 |

| 2017  | 2022  | - | - | - | - | - | - | - |
| ----- | ----- | - | - | - | - | - | - | - |
| 1 439 | 1 454 | - | - | - | - | - | - | - |

## Économie
Le premier employeur de la commune est le groupe de constructions Lelièvre, placé en redressement judiciaire le 5 octobre 2018.

## Lieux et monuments

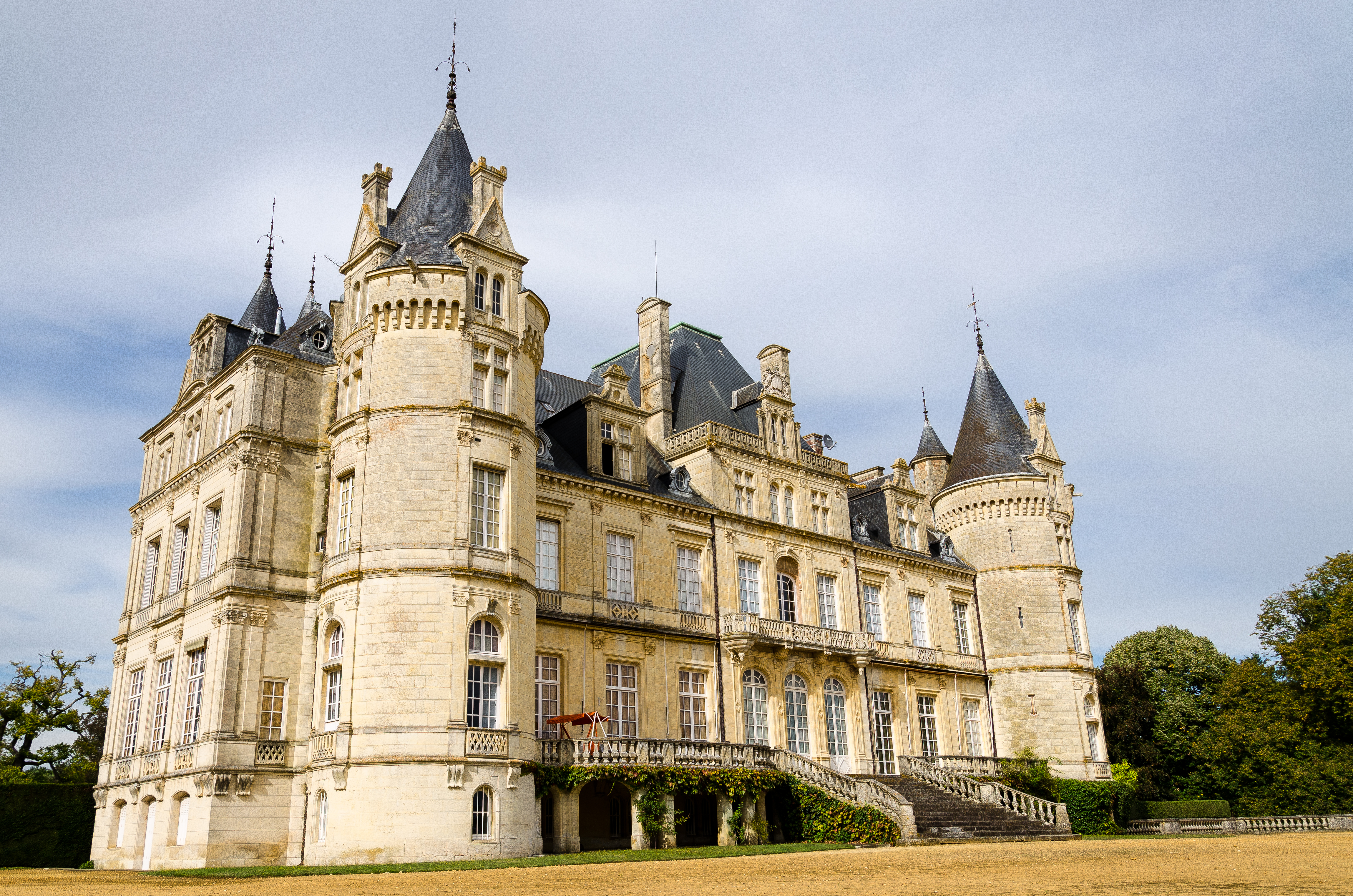
Le château.

- Château du Luart, reconstruit vers 1840 par l'architecte manceau Pierre Félix Delarue, inscrit au titre des Monuments historiques depuis le 24 avril 1989, ainsi que ses communs, son orangerie et sa chapelle[25]. Site classé par arrêté de 1943. Ce château est une propriété privée qui ne se visite pas.
- Église Notre-Dame-de-la-Présentation.

## Activité, label et manifestations

### Label
La commune est une ville fleurie (une fleur) au concours des villes et villages fleuris.

### Sports
L'Union sportive luartaise fait évoluer une équipe de football en division de district.
La dernière construction du Luart est la salle omnisports financée en partie par la communauté de communes, mais aussi par les impôts locaux collectés auprès des Luartais. En effet, cette salle doit permettre de faire connaitre le sport aux foyers d'éducation de la commune, mais aussi laisser un accès libre aux clubs de sport et notamment à l'Union sportive luartaise et sa section de football. Par ailleurs, un complexe sportif aux alentours met à disposition deux grands stades dont un qui est recoupé en deux pour les matches des plus jeunes.